# Distretto di Bazar-Korgon
Il distretto di Bazar-Korgon (in kirghiso Базар-Коргон району?, Bazar-Korgon rayonu) è un distretto (raion) del Kirghizistan con  capoluogo Bazar-Korgon.